# Aleksa Spahić
Aleksa Spahić (Čapljina, 6. studenoga 1899. – Beograd, 11. srpnja 1975.), atletičar koji se natjecao za Kraljevinu Jugoslaviju.
Natjecao se na Olimpijskim igrama 1924. u petoboju. Nastupio u tri discipline.
Osim matičnog Uskoka iz Čapljine, bio je član zagrebačkih HAŠK-a i ASK-a te beogradskih BSK-a i Crvene zvezde.